# Alaska (park)
Alaska är en park och stenträdgård i Norra Långöns naturreservat i Strömstads kommun. Detta nutida turistmål, till stor del uppbyggt i sten, skapades av Hilma Svedal, före detta guldgrävare i Alaska. Anläggningen började anläggas i slutet av 1920-talet och kompletterades senare med restaurangen Golden Inn. Efter en lång tids förfall restaurerades anläggningen på 1990-talet.

## Historik
Svedal utvandrade 1897 till New York för att jobba som barnflicka. Fyra år senare flyttade hon till Alaska, där hon stannade i 15 års tid och bland annat ägnade sig åt guldvaskning. 1925 återvände den 55-åriga Svedal till Strömstad.

### Anläggande
På Norra Långön (ofta benämnt som Nord Långö), som hon fått som arv, byggde Svedal upp en park med hjälp av bland annat lokala murare och stenhuggare som Nils Johansson och bröderna Olsson från Seläter (som ligger på fastlandet mitt emot ön). Inspirationen till parken kom från japanska trädgårdar som Svedal sett i San Francisco. Den buddistiskt sinnade Svedal lät konstruera Stenbryggan vid ett stup på bergets sydsida, på en plats som skulle skada naturen så lite som möjligt.
"Hilmas Alaska" tog tio år att bygga klart, med terrasser, tempel, torn, paviljonger, vägar, soffor, bord med mera av enbart stenar (bland annat bohusgranit), kompletterat med snäckor och cement. Cementen köpte Svedal i Strömstad, och övrigt material togs från grannöarna; hon forslade själv materialet till Alaska i sin eka.
Redan 1926 byggde Hilma Svedal den mindre stenbyggnaden Igloon, som fungerade som hennes första fasta bostad på ön (efter ett tidigare tält). Därefter restes en bungalow, där hon bodde i tjugo års tid. Parkanläggningen ligger i en liten sänka, och tidvis rinner mycket vatten ner genom sänkan från bergen ovanför. Därför behövdes ett genomtänkt dagvattensystem, vilket hon designade och kombinerade med ett bevattningssystem med hjälp av en serie dammar.
Själva bygget tillgick så att Hilma Svedal rodde runt med sin eka och hämtade lämpliga stenar som hon fogade ihop med cement. Hon murade mycket själv men tog också hjälp av lokalbor. Efterhand som stenarbetena blev färdiga planterade Hilma Svedal körsbärsträd och exotiska växter, och sommaren 1930 stod trädgården klar.
Därefter tog hon en paus i byggandet mellan 1930 och 1933 och åkte till USA för att hälsa på sin syster Justina i San Francisco. Det var förmodligen då hon hämtade inspiration till sin egen Golden Gate-bro och till värdshuset Golden Inn. Dessa byggnader, liksom en ny pir för större båtar och en gångbro i anslutning härtill, anlades 1933–1935.

### Hilmas Alaska
1934 färdigställdes kaféet/restaurangen Golden Inn, och i takt med att trädgård och värdshus vuxit upp strömmade turisterna till. Redan samma år anordnades så kallade Månskensturer med dragspel och dans. Transporterna mellan Strömstad och Alaska sköttes av fiskeskeppare som under högsäsongen sommartid gick i skytteltrafik.
Hilma Svedal serverade ofta själv kaffet från sin vaskpanna från guldvaskningsepoken.

Under andra världskriget inrättade försvaret en postering på Alaska, och soldaterna inkvarterades på Golden Inn.

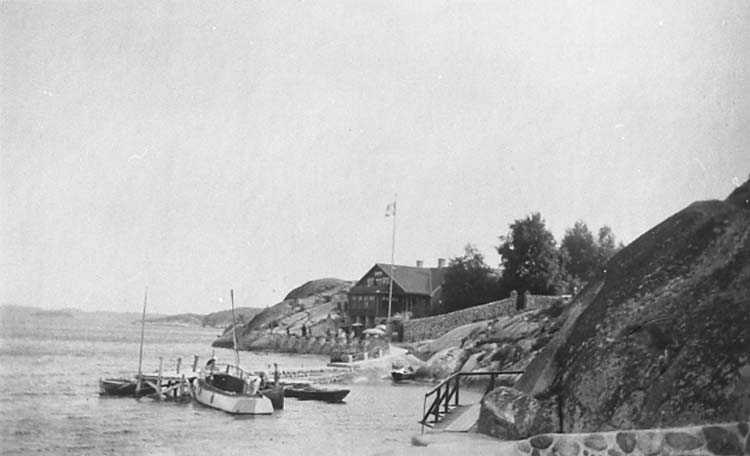
Golden Inn och bryggan, vy norrifrån (1930-talet).
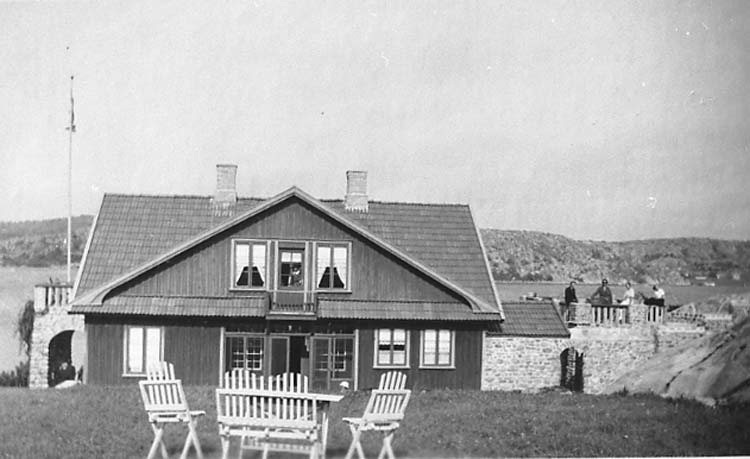
Golden Inn, vy inifrån ön (1930-talet).
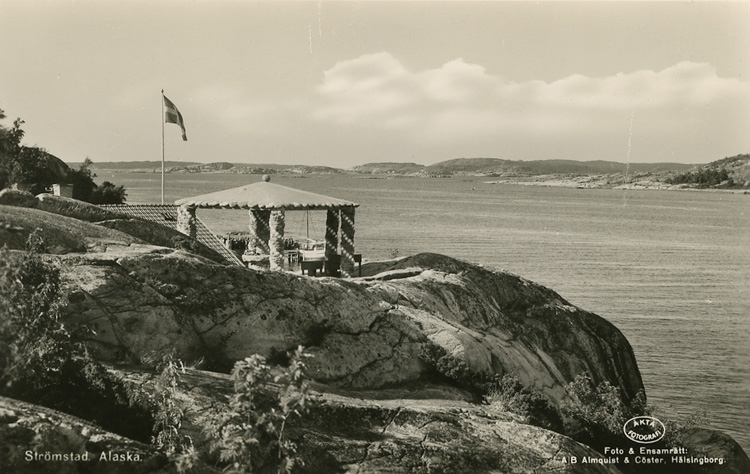
Vindarnas tempel (vykortsbild).

### Senare drift, brand och förfall
Hilma Svedal sålde efter kriget Alaska till sin systerson Johan Carl Lundberg, som drev Alaska med hjälp av arrendatorer från 1946 till 1961, då Oscar Nilsson Spigerhäll tog över. Hilma Svedal flyttade till fastlandet, men hon vistades fortfarande mycket på Alaska. På 1950-talet hade parken årligen cirka 30 000 besökare.
I samband med att elektricitet installerats startade en brand i värdshuset på kvällen 17 maj 1962, och Golden Inn brann ned till grunden. Oscar Nilsson försökte driva Alaska vidare under ett par år, men utan värdshuset avtog turistströmmen.
År 1964 såldes Alaska till staten, varefter vissa delar revs och andra fick stå och förfalla. Länsstyrelsen lät på 1970-talet riva delar av anläggningen, i samband med att ön gjorts till Norra Långöns naturreservat 1976. Efter lokala protester avbröts rivningen.

### Restaurering
År 1992 restaurerades de delar som återstod av trädgården, i samband med ett projekt initierat av Arbetsförmedlingen i Strömstad och AMU-gruppen. Därefter har åter etablerats ett kafé på platsen, och sommartid går dagliga färjeturer mellan norra hamnen i Strömstad och Alaska; färjan anländer efter en 20 minuter lång tur till Svedals ursprungliga stenbrygga.

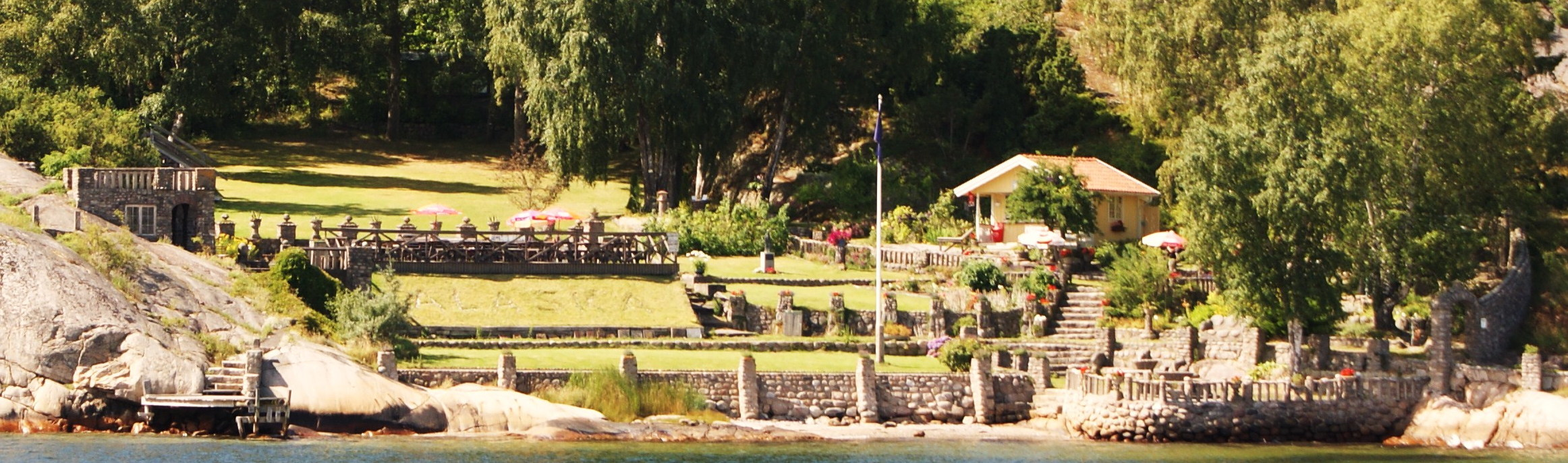
Närbild på parken anno 2009.

Några av Hilma Svedals byggnadsverk är dock fortfarande kvar i original. Detta inkluderar Vindarnas tempel som syns från Seläter på fastlandet och Golden Gate som ligger mitt på ön. Hilma Svedals egen Golden Gate-bro färdigställdes 1935, två år före den stora hängbron över Golden Gate i Kalifornien. På flaggstången vid kaféet vajar ofta än idag en vimpel med namnet Alaska i vit text på blå botten som motsvarar vimpeln på äldre vykort.
Kaféet och parken drivs numera i privat regi. Parken är fortfarande del av naturreservatet, och den har ingen form av kulturskydd.